# Maia (astronomia)
Maia (nota anche come 20 Tauri) è una stella nella costellazione del Toro; si tratta di una delle componenti dell'ammasso aperto delle Pleiadi e giace ad una distanza di circa 440 anni luce da noi. Il suo nome proprio deriva dalla figura mitologica Maia, una delle Pleiadi mitologiche.

## Caratteristiche
Si tratta di una stella di colore azzurro e di classe spettrale B8III, con una magnitudine apparente di 3,87. Fu indicata da Otto Struve come variabile, segnalazione da cui partì la proposta di considerarla come una classe di variabili a sé stante, le "variabili Maia", in cui vi sarebbero state incluse anche altre stelle, come la γ Ursae Minoris; tuttavia, finora non è stata accertata una variabilità per questa ed altre stelle. Tuttavia, dopo studi realizzati con il telescopio spaziale Kepler nel 2017, che ha accertato che le altre 6 componenti principali delle Pleiadi sono variabili B lentamente pulsanti (SPB), Maia è stata classificata dall'AAVSO come variabile Alfa2 Canum Venaticorum, con una variazione della luminosità minima, di 0,004 magnitudini, in un periodo di poco superiore ai 10 giorni.